# 마녀를 잡아라 (영화)
《마녀를 잡아라》(영어: The Witches)는 2020년 공개된 미국의 다크 판타지 코미디 영화이다. 로버트 저메키스가 감독과 공동각본을 맡았으며, 로알드 달의 동명 소설이 영화의 원작이다.

## 출연
- 앤 해서웨이 - 릴리스
- 옥타비아 스펜서 - 애거사 핸슨
- 스탠리 투치 - 스트링어씨
- 야지르 카딤 브루노/크리스 록(성인 내레이션) - 찰리 핸슨
- 크리스틴 체노웨스 - 데이지
- 코디레이 이스틱 - 브루노 젱킨스
- 찰스 에드워즈 - 젱킨스씨
- 모가나 로빈슨 - 젱킨스 부인
- 조젯 사이먼 - 젤다
- 에우제니아 카루소 - 콘수엘라
- 아나마리아 마스켈 - 에스메랄다
- 올라 오루크 - 세어셔
- 페니 라일 - 라나
- 사이먼 마뇬다 - 수셰프